# Clase Long Island
La clase Long Island de la Armada de los Estados Unidos consistió en dos portaaviones de escolta construidos durante la II Guerra Mundial. La segunda de las unidades fue transferida a la Marina Real Británica y renombrado. Ninguna de las unidades se perdieron en combate.

## Unidades
Unidades de la clase Long Island:
- USS Long Island: activo entre 1941 y 1946. Desguazado en 1977.
- HMS Archer: activo entre 1941 y 1946. Fue desguazado tras una colisión e incendio en 1961.